# جون ميرسير بروك
جون ميرسير بروك (بالإنجليزية: John Mercer Brooke)‏ هو ضابط ومهندس ومخترِع أمريكي، ولد في 18 ديسمبر 1826 في تامبا في الولايات المتحدة، وتوفي في 14 ديسمبر 1906 في كسينغتون في الولايات المتحدة.